# Lisette Sevens
Elisabeth Anthonius Maria Ignatius („Lisette”) Sevens (ur. 29 czerwca 1949 w Helmond) – holenderska hokeistka na trawie. Złota medalistka olimpijska z Los Angeles.
Grała na pozycji obrońcy. Zawody w 1984 były jej jedynymi igrzyskami olimpijskimi, Holenderki triumfowały, a Sevens była kapitanem drużyny. W turnieju rozegrała pięć spotkań. Łącznie w reprezentacji Holandii wystąpiła w 125 meczach i strzeliła 5 bramek (1974-1984). W 1974, 1978 i 1983 znajdowała się wśród mistrzyń świata, w 1981 była srebrną medalistką tej imprezy, a w 1976 brązową. W 1984 została mistrzynią Europy. Karierę zakończyła w 1984.